# Francisco de Zurbarán
Francisco de Zurbarán (Fuente de Cantos, 7 novembre 1598 – Madrid, 27 agosto 1664) è stato un pittore spagnolo, tra i maggiori pittori spagnoli del XVII secolo.

## Biografia

### I primi anni
Figlio di Luis, un ricco commerciante di origine basca, e di Isabel Márquez, viene battezzato il 7 novembre 1598 nella chiesa parrocchiale di Fuente de Cantos, nell'Estremadura. Dal gennaio 1614 è apprendista a Siviglia nella bottega di Pedro Diaz de Villanueva, un pittore di immagini devozionali rimasto sconosciuto.
La sua prima opera nota, firmata "Franco de Zurbaran fac/1616", è l'Immacolata Concezione, prodotta per un convento sivigliano e ora conservata in una collezione privata di Bilbao. Sono varie le suggestioni alle quali questa prima modesta opera farebbe riferimento: si sono suggeriti i nomi di Donatello, del Pordenone, di Tiziano, fino a Domenico Campagnola e Marco Dente.
Nel 1617 conclude il suo apprendistato, senza sottoporsi all'esame per ottenere il titolo di maestro pintor e accedere alla corporazione degli artisti. Va ad abitare a Llerena, dove sposa María Páez de Silices, maggiore di lui di dieci anni, figlia di un norcino. Dal loro matrimonio nascono María, nata nel febbraio 1618, Juan, nato il 20 luglio 1620, e Isabel Paula, nata il 13 luglio 1623.
A partire dal 1618 ottiene le prime modeste committenze pubbliche dai municipi di Llerena e da altri vicini, come il disegno di una fontana da collocare in Plaza Mayor a Llerena o il quadro per la porta di Nuestra Señora a Villagarcía.
Nel 1622 riceve alcuni incarichi nella sua città natale: decora i baldacchini processionali della Hermandad de Madre de Dios e dipinge il retablo con i quindici Misteri del Rosario per la chiesa parrocchiale di Nuestra Señora de la Granada a Fuente de Cantos, su volontà testamentaria del canonico Alonso Garcia del Carro. L'anno successivo è funestato dalla morte della moglie Maria. Zurbarán si risposa nel 1625 con Beatriz de Morales, una vedova llerenese di famiglia nobile, ancora una volta più anziana di lui di una decina di anni.
Il 17 marzo 1626 ottiene dal priore del convento di San Pablo a Siviglia, poi trasformato in chiesa della Magdalena, la commissione di dipingere ben ventun dipinti in otto mesi: quattordici attinenti alla vita di san Domenico e sette a rappresentazioni di Dottori della Chiesa. In gran parte dispersi e irreperibili a seguito della guerra napoleonica del 1810 e dalla secolarizzazione del convento nel 1835, nella chiesa restano la Guarigione del beato Reginaldo d'Orléans e l'Apparizione della Vergine al monaco di Soriano, nel Museo di Siviglia sono esposti un San Gregorio, un Sant'Ambrogio e un San Gerolamo, mentre nell'Art Institute di Chicago è un Cristo crocifisso, firmato e datato "Franco Dezur fa 1627", proveniente anch'esso dal convento sivigliano anche se non era citato nella commissione stipulata per gli altri dipinti. Scomparso dal convento nel 1810, riapparve in Inghilterra nel 1880 per essere acquistato nel 1954 dal Museo statunitense.
Tanto nella Guarigione che nell'Apparizione Zurbarán mostra i suoi debiti nei confronti di Juan Sánchez Cotán e la sua attuale predilezione per composizioni impostate obliquamente, mentre la figura della Maddalena dell'Apparizione è già, con l'ovale allungato del volto e lo sguardo pensoso, il modello di tante future raffigurazioni femminili. Il forte contrasto di luce e ombra cui sono soggette le figure in primo piano «le astrae dal contesto ambientale, nello stesso tempo caricandole di realtà quotidiana. Indagandole più a fondo, ci si rende conto che assecondano una strutturazione simmetrica dello spazio pittorico, imperniata su direttrici ortogonali, e che la fonte luminosa concorre con la sua drastica unicità a stringere legami di per sé resi ben saldi dal ricorso a schemi tanto elementari» (Mina Gregori).
Il Cristo crocefisso può essere a buon titolo considerato il suo primo capolavoro, riconosciuto come tale anche dai contemporanei, e in grado di aprire al pittore la via a una carriera di successo. Di forte rilievo plastico, realistico nei particolari della superficie della croce, nei chiodi e nel cartiglio, la postura dei piedi affiancati, anziché incrociati, è stata messa in relazione con i crocefissi del Pacheco.

### A Siviglia
Torna a Siviglia nel 1637 (con il titolo di pittore del re): in quegli anni la sua produzione artistica giunge al culmine della sua qualità. Realizza due importanti cicli pittorici, uno per il monastero certosino di Jerez (oggi smembrato) ed uno per i geronimiti di Guadalupe, caratterizzati da violenti contrasti luministici.
Attorno al 1650 inizia il suo declino: la committenza inizia a rivolgersi al giovane Bartolomé Esteban Murillo (arrivato in città nel 1645) e Zurbarán inizia a produrre soprattutto dipinti destinati alle colonie spagnole in America, soprattutto in Messico.
Se i grandi cicli conventuali rappresentano la parte più caratteristica dell'opera dell'artista, non vanno dimenticate le opere devozionali e le sue celebri nature morte (bodegones), spesso ispirate a incisioni fiamminghe.
Pittore degli ordini conventuali e delle loro leggende agiografiche, fu artista dal grande afflato religioso caratterizzato da estasi spirituale e ascetismo. Nei suoi dipinti si evidenzia una rappresentazione monumentale della figura umana.

## Opere
- Immacolata Concezione, 1618, olio su tela, 193 × 156 cm, Bilbao, Collezione privata.
- Sant'Ambrogio, 1626-1627, olio su tela, 205 × 98 cm, Siviglia, Museo de Bellas Artes.
- San Gerolamo, 1626-1627, olio su tela, 198 × 125 cm, Siviglia, Museo de Bellas Artes.
- San Gregorio Magno, 1626-1627, olio su tela, 198 × 125 cm, Siviglia, Museo de Bellas Artes.
- Cristo crocifisso, 1627, olio su tela, 291 × 165 cm, Chicago, The Art Institute.
- Apparizione di Gesù Bambino ad Antonio da Padova (?), 1627-1630, olio su tela, 157 × 103 cm, San Paolo, Museu de Arte.
- San Serapio, 1628, olio su tela, 120 × 103 cm, Hartford, Wadsworth Atheneum.
- Adorazione dei Magi, 1629, olio su tela, 124 × 104,5 cm, Collezione privata.
- Natività della Vergine, 1629, olio su tela, 141 × 109 cm, Los Angeles, Princeton University.
- Esposizione del corpo di san Bonaventura, 1629, olio su tela, 250 × 225 cm, Parigi, Musée du Louvre.
- Visione di san Pietro Nolasco, 1629, olio su tela, 179 × 223 cm, Madrid, Museo del Prado.
- Apparizione dell'apostolo Pietro a san Pietro Nolasco, 1629, olio su tela, 179 × 223 cm, Madrid, Museo del Prado.
- Tazza d'acqua e rosa su un vaso d'argento, 1630 circa, olio su tela, 21,2 × 30,1 cm, Londra, National Gallery.
- Santa Casilda, 1630 circa, olio su tela, 171 × 107 cm, Madrid, Museo Thyssen-Bornemisza.
- Vergine Bambina in estasi, 1630 circa, olio su tela, 116.8 × 94 cm, New York, Metropolitan Museum of Art.
- Immacolata Concezione, 1630, olio su tela, 174 × 138 cm, Sigüenza, Museo Diocesano.
- Visione di Alonso Rodriguez, 1630, olio su tela, 266 × 167 cm, Madrid, Museo de la Real Academia de Bellas Artes de San Fernando.
- Cristo in croce, 1630, olio su tela, 214 × 143,5 cm, Madrid, Museo Thyssen-Bornemisza.
- Apoteosi di san Tommaso d'Aquino, 1631, olio su tela, 475 x 375 cm, Siviglia, Museo de Bellas Artes.
- Sant'Andrea apostolo, 1630-1632, olio su tela, 146,7 × 61 cm, Budapest, Szépművészeti Múzeum.
- Sant'Agata, 1630-1633, olio su tela, 127 × 60 cm, Montpellier, Musée Fabre.
- San Fernando, 1630-1634, olio su tela, 129 × 61 cm, San Pietroburgo, Ermitage.
- Immacolata Concezione, 1630-1635, olio su tela, 139 × 104 cm, Madrid, Museo del Prado.
- San Francesco d'Assisi, 1630-1640, olio su tela, 134 × 97 cm, Vienna, Kunsthistorisches Museum.
- Cristo crocifisso, 1630-1640, olio su tela, 255 × 193 cm, Siviglia, Museo de Bellas Artes.
- Santa Margherita d'Antiochia, 1631 circa, olio su tela, 194 × 112 cm, Londra, National Gallery.
- Gloria di san Tommaso d'Aquino, 1631, olio su tela, 475 × 375 cm, Siviglia, Museo de Bellas Artes.
- La benedizione di Enrique Suso, 1631-1640, olio su tela, 209 × 154 cm, Siviglia, Museo de Bellas Artes.
- Immacolata Concezione, 1632, olio su tela, 252 × 170 cm, Barcellona, Museo nazionale d'arte della Catalogna.
- San Francesco in meditazione, 1632, olio su tela, 114 × 78 cm, Buenos Aires, Museo Nacional de Bellas Artes.
- Natura morta con limoni, arance e una rosa, 1633, olio su tela, 60 × 107 cm, Pasadena, Norton Simon Museum.
- Natura morta con mele cotogne, 1633 circa, olio su tela, 35 × 40 cm, Barcellona, Museo Nacional de Arte de Cataluña.
- Natura morta con vasi, 1633 circa, olio su tela, 46 × 84 cm, Madrid, Museo del Prado.
- Sant'Ugo nel refettorio dei Certosini, 1630-1655 circa, olio su tela, 262 × 307 cm, Siviglia, Museo de Bellas Artes.
- Ritratto di fra Francisco Zumel, 1633 circa, olio su tela, 204 × 122 cm, Madrid, Museo de la Real Academia de Bellas Artes de San Fernando.
- Ritratto di fra Pedro Machado, 1633 circa, olio su tela, Madrid, Museo de la Real Academia de Bellas Artes de San Fernando.
- Ercole e il leone di Nemea, 1634, olio su tela, 151 × 166 cm, Madrid, Museo del Prado.
- Ercole e l'Idra di Lerna, 1634, olio su tela, 133 × 167 cm, Madrid, Museo del Prado.
- Ercole e il cinghiale dell'Erimanto, 1634, olio su tela, 132 × 153 cm, Madrid, Museo del Prado.
- Ercole e il toro di Creta, 1634, olio su tela, 134 × 153 cm, Madrid, Museo del Prado.
- Ercole separa i monti Calpe e Abyla, 1634, olio su tela, 136 × 153 cm, Madrid, Museo del Prado.
- Ercole sconfigge Gerione, 1634, olio su tela, 136 × 167 cm, Madrid, Museo del Prado.
- Lotta di Ercole e Anteo, 1634, olio su tela, 136 × 153 cm, Madrid, Museo del Prado.
- Ercole e il Cerbero, 1634, olio su tela, 136 × 156 cm, Madrid, Museo del Prado.
- La morte di Ercole, 1634, olio su tela, 136 × 167 cm, Madrid, Museo del Prado.
- La difesa di Cadice contro gli inglesi, 1634, olio su tela, 302 × 323 cm, Madrid, Museo del Prado.
- La resa di Siviglia, 1634, olio su tela, Westminster, Duke of Westminster Collection.
- Ritratto di Don Alonso Verdugo de Albornoz, 1635, olio su tela, 185 × 103 cm, Berlino, Gemäldegalerie.
- San Francesco contempla un teschio, 1635 circa, olio su tela, 91,4 × 30,5 cm, Saint Louis, Art Museum.
- Immacolata Concezione, 1635-1637, olio su tela, 183 × 107 cm, Marchena, Chiesa di San Juan Bautista.
- Agnus Dei, 1635-1640, olio su tela, 37 × 62 cm, Madrid, Museo del Prado.
- San Francesco d'Assisi, 1635-1640, olio su tela, 152 × 99 cm, Londra, National Gallery.
- Santa Lucia, 1635-1640, olio su tela, 104 × 77 cm, Washington, National Gallery of Art.
- Santa Rufina di Siviglia, 1635-1640, olio su tela, 172 × 105 cm, Madrid, Museo del Prado.
- Sant'Agnese, 1635-1642, olio su tela, 97 × 74 cm, San Paolo, Museu de Arte.
- Santa Isabella di Turingia, 1636, olio su tela, 125 × 100,5 cm, Bilbao, Museo de Bellas Artes.
- Sant'Apollonia, 1636 circa, olio su tela, 113 × 66 cm, Parigi, Musée du Louvre.
- San Lorenzo, 1636, olio su tela, 292 × 225 cm, San Pietroburgo, Ermitage.
- San Lorenzo, 1636-1640, olio su tela, 31 × 37 cm, Parma, Pinacoteca Stuard.[1]
- Santo Stefano, 1636-1640, olio su tela, 31 × 37 cm, Parma, Pinacoteca Stuard.[2]
- Sant'Antonio abate, 1636, olio su tela, 162 × 120 cm, Firenze, Palazzo Pitti, Galleria Palatina.
- Sant'Antonio abate, 1636, olio su tela, 282 × 221 cm, Barcellona, Collezione privata.
- Esequie di santa Caterina, 1636-1639, olio su tela, 200 × 137 cm, Siviglia, Colección Conde Ibarra.
- Esequie di santa Caterina, 1637, olio su tela, 201 × 126 cm, Monaco, Alte Pinakothek.
- Apoteosi di san Bruno, 1637-1639, olio su tela, 341 × 195 cm, Cadice, Museo de Bellas Artes.
- Beato John de Houghton , 1637-1639, olio su tela, 122 × 64 cm, Cadice, Museo de Bellas Artes.
- Annunciazione, 1638 circa, olio su tela, 261 × 175 cm, Grenoble, Museo di Grenoble.
- Adorazione dei pastori, 1638 circa, olio su tela, 267 × 185 cm, Grenoble, Musée de Grenoble.
- San Lorenzo, 1638 circa, olio su tela, 60 × 79 cm, Cadice, Museo de Bellas Artes.
- Angelo con aspersorio, 1638 circa, olio su tela, 122 × 66 cm, Cadice, Museo de Bellas Artes.
- Angelo con aspersorio, 1638 circa, olio su tela, 122 × 66 cm, Cadice, Museo de Bellas Artes.
- Cristo benedicente, 1638, olio su tela, 99 × 71 cm, Madrid, Museo del Prado.
- San Francesco d'Assisi in estasi, 1638, olio su tela, 101.2 x 75.5 cm, Città del Messico, Museo Soumaya.
- La messa di Frate Pedro de Cabañuelas, 1638, olio su tela, Guadalupe, Monasterio de Nuestra Seňora.
- San Gerolamo con santa Paola Romana e sant'Eustachio, 1638-1640, olio su tela, 247 × 174 cm, Washington, National Gallery of Art.
- Annunciazione, 1638-1640, olio su tela, Greenville (Carolina del Sud), Bob Jones University.
- Santa Casilda di Burgos, 1638-1642, olio su tela, 184 × 90 cm, Madrid, Museo del Prado.
- San Francesco d'Assisi, 1639, olio su tela, 162 × 137 cm, Londra, National Gallery.
- San Marco, 1639, olio su tela, 55 × 53 cm, Cadice, Museo de Bellas Artes.
- San Matteo, 1639, olio su tela, 65 × 63 cm, Cadice, Museo de Bellas Artes.
- Ritratto di Fra Gonzalo de Illescas, 1639, olio su tela, 290 × 222 cm, Guadalupe, Monasterio de Nuestra Seňora.
- Le tentazioni di san Gerolamo, 1639, olio su tela, 235 × 290 cm, Guadalupe, Monasterio de Nuestra Seňora.
- Cena in Emmaus, 1639, olio su tela, 228 × 154 cm, Città del Messico, Museo di San Carlos.
- Martirio di san Giacomo, 1639, olio su tela, 225 × 186 cm, Madrid, Museo del Prado.
- Circoncisione di Cristo, 1639, olio su tela, 264 × 176 cm, Grenoble, Museo di Grenoble.
- Adorazione dei Magi, 1639-1640, olio su tela, 264 × 176 cm, Grenoble, Musée de Grenoble.
- Visione di frate Andrés Salmerón, 1639-1640, olio su tela, 290 × 222 cm, Guadalupe, Monasterio de Nuestra Seňora.
- Casa di Nazaret, 1640 circa, olio su tela, 165 × 230 cm, Cleveland, Museum of Art.
- Sant'Antonio da Padova, 1640 circa, olio su tela, 148 × 108 cm, Madrid, Museo del Prado.
- San Diego de Alcalá, 1640 circa, olio su tela, 116 × 86,6 cm, Madrid, Museo Lázaro Galdiano.
- San Francesco d'Assisi, 1640, olio su tela, Barcellona, Museu nacional d'art de Catalunya.
- San Gerolamo, 1640 circa, olio su tela, 185 × 103 cm, San Diego, Timken Art Gallery.
- Santa Dorotea, 1640-1650, olio su tela, 173 × 103 cm, Siviglia, Museo de Bellas Artes.
- San Bonaventura al concilio di Lione, 1640-1650, olio su tela, 250 × 225 cm, Parigi, Musée du Louvre.
- San Bonaventura da Bagnoregio, 1640-1650 circa, olio su tela, 239 × 222 cm, Dresda, Gemäldegalerie.
- San Francesco d'Assisi, 1645 circa, olio su tela, 197 × 106 cm, Lione, Musée des Beaux-Arts.
- Annunciazione, 1650, olio su tela, 213 × 314 cm, Filadelfia, Philadelphia Museum of Art, Collezione di W.P. Wilstach.
- San Luca pittura la Crocifissione, olio su tela, 105 x 844 cm, Madrid, Museo del Prado.
- Ritratto di Alvar Velázquez de Lara, 1650, olio su tela, 199 × 104 cm, Castres, Musée Goya.
- Crocifissione, 1650, olio su tela, 265 × 173 cm, San Pietroburgo, Ermitage.
- Sacra Famiglia, 1650-1660, olio su tela, 136 × 128 cm, Colección del Marqués de Perinat.
- Cristo portacroce, 1653, olio su tela, Chartres, Cattedrale.
- La Vergine delle grotte, 1655, olio su tela, 262 × 305 cm, Siviglia, Museo de Bellas Artes.
- Immacolata Concezione bambina, 1656, olio su tela, 193 × 156 cm, Madrid, Colección Plácido Arango.
- Madonna col Bambino, 1658, olio su tela, 101 × 78 cm, Mosca, Museo Puškin.
- San Giacomo della Marca, 1658, olio su tela, 291 × 165 cm, Madrid, Museo del Prado.
- Sacro Volto, 1658, olio su tela, 105 × 83 cm, Valladolid, Museo Nacional de Escultura.
- San Bonaventura riceve la visita di Tommaso d'Aquino, 1658, olio su tela, 291 × 165 cm, Madrid, Basilica di San Francesco il Grande.
- Un dottore di leggi, 1658-1660, olio su tela, 194 × 103 cm, Boston, Isabella Stewart-Gardner Museum.
- Vergine Bambina in orazione, 1658-1660, olio su tela, 73,5 × 53,5 cm, San Pietroburgo, Ermitage.
- Il sudario della Veronica, 1658-1661, olio su tela, 104 × 84 cm, Bilbao, Museo de Bellas Artes.
- Sacra Famiglia, 1659, olio su tela, 121,5 × 97 cm, Budapest, Szépművészeti Múzeum.
- San Francesco avvolto nel saio, 1659, olio su tela, 127 × 97 cm, Madrid, Colección Plácido Arango.
- San Francesco in estasi, 1660 circa, olio su tela, 65 × 53 cm, Monaco, Alte Pinakothek.
- Immacolata Concezione, 1660 circa, olio su tela, 261 × 176 cm, Edimburgo, National Gallery of Scotland.
- La Vergine Bambina addormentata, 1660 circa, olio su tela, Jerez de la Frontera, collegiata.
- Natura morta con giare di ceramica, 1660 circa, olio su tela, 46 × 84 cm, Madrid, Museo del Prado.
- Cristo flagellato raccoglie la tunica, 1661, olio su tela, 167 × 107 cm, Guadalajara, Chiesa parrocchiale de Jadraque.
- Immacolata Concezione, 1661, olio su tela, 136,5 × 102,5 cm, Budapest, Szépművészeti Múzeum.
- Madonna col Bambino e san Giovannino, 1662, olio su tela, 169 × 127 cm, Bilbao, Museo de Bellas Artes.
- Sant'Orsola, Genova, Palazzo Bianco.
- Sant'Eufemia, Genova, Palazzo Bianco.
- Viatico di San Bonaventura, Genova, Palazzo Bianco.